# Сънят на Кръста
Сънят на Кръста (на английски: The Dream of the Rood) е едно от най-старите и същевременно най-оригиналните и забележителни стихотворения в англосаксонската литература. Както и цялата староанглийска поезия, стихотворението е написано в алитеративен стих. То е запазено в Сборника Верчели от 10 век, но вероятно е написано през 7 век. Не се знае кой е неговият автор, но се предполага, че това може да е бил Кедмон или Кюнеулф.

## Стихотворението
Сънят на Кръста е поетичен разказ на човек, който сънувал, че разговаря с Кръста, на който бил разпънат Исус (Светият Кръст). Той казва, че е видял чудно дърво издигнато във въздуха, облято от светлина, обковано със злато и скъпоценни камъни и обвито в изящни тъкани. Дървото е уподобено на ангел, изправен пред цялото творение, светците и хората и сънуващият се чувства недостоен за тази гледка поради греховността си. Но в същото време вижда следи от „древна враждебност“, дървото започва да кърви, той се изплашва от „красивата“, но страховита гледка и тогава Кръстът проговаря. Той разказва как преди много години „врагове“ са го посекли от края на гората, „пленили“ го и го унижавали като му казвали, че ще вдига техните престъпници. След това са го занесли на върха на хълм, където се е появил Господ, който е „искал да се качи“ на него. Кръстът казва, че се е подчинил на волята на Исус и не е оказал съпротива на „враговете“, макар да е могъл да го стори. Тогава земята се разтресла, а „младият герой“ смело се е качил на Кръста, за да освободи човечеството. Кръстът разказва как заедно с Исус са понесли мъките, как и двамата са били прободени от пирони, облети в кръв и подигравани. Когато Христос издъхва, тъма обгръща мястото и цялото творение ридае за своя цар. Кръстът казва, че е бил тежко ранен, но „воините“ са го изоставали облян във влага, защото са се събрали около тялото на Христос. Исус е отнесен в каменна гробница, а Кръстът е насечен и заровен в земята. След време ученици на Исус откриват Кръста и го покриват със злато и сребро. Сега хора по целия свят почитат Кръста и той притежава чудотворни способности. Преди е бил предмет на омраза, но сега „славният принц“ го почита преди всички други дървета, както почита майка си Мария преди всички други жени. Накрая Кръстът повелява на сънуващия да разкаже видението си на хората, как Исус е страдал, за да изкупи стария грях на Адам и е умрял, но отново се е издигнал с голяма сила, възкачил се е на небесата и ще се върне в света заедно с ангелите си, за да съди хората и да ги пита дали някой от тях би пострадал както и Исус е пострадал. Но никой, който търси спасение чрез Кръста не бива да се страхува. Сънуващият тогава се моли приятелски на Кръста, с голямо усърдие породено от копнеж, който многократно е изпитвал, да може най-често да търси и почита „дървото на победата“, което ще може да осъществи радостното му очакване. Макар че много от приятелите му да са напуснали земята, той ще може да се уповава на Кръста, който един ден ще го отведе на небето, където по милостта на Господ, който е „триумфирал в своя поход“, ще може да се присъедини към небесното блаженство, на което се наслаждават ангелите и светиите.

## Езически и християнски мотиви
Разказът за разпятието в Сънят на Кръста го оприличава на битка, в която и Христос и неговият „помощник“ Кръста са понесли тежки наранявания от „враговете“, но са показали голямо мъжество като са издържали на страданието и не са отвърнали. Този начин на разказване на историята за разпятието е бил специфично насочен към англосаксонското общество, което е гледало с най-голямо уважение на храбростта в битките. Христос е показан като велик воин, чиито добродетели включват освен храброст и издръжливост, също и милост.
Фактът, че Кръстът проговаря също е свързан с езическите вярвания на англосаксонците, според които всички същества в природата са одухотворени. Това спомага и за превръщането на Кръста в обект на поклонение и дори молитви, както новопокръстените англосаксонци се кланяли и молели на езически идоли.
Християнското послание на стихотворението обаче е напълно запазено, като на края сънуващият призовава Господа, който е „дал откуп, живот и небесен дом на людете чрез своето страдание“, да му бъде приятел.

## Надписът на Рутуелския кръст
Рутуелският кръст е висок пет метра каменен кръст, издигнат в Шотландия, на който са издълбани 18 стиха от Сънят за Кръста посредством руническо писмо. Кръстът вероятно датира от 7 или 8 век и неговата цел е била да впечатли с величието на Исус англосаксонските воини, които са уважавали храбростта, но не и скромността.
Брюкселският сребърен кръст съдържа пасаж близък до този от Рутуелския кръст, което може да означава, че стихотворението може да е заимствало общ древногермански мотив.